# NGC 347
NGC 347 ist eine Balken-Spiralgalaxie vom Hubble-Typ SBcd im Sternbild Walfisch südlich der Ekliptik. Sie ist schätzungsweise 252 Millionen Lichtjahre von der Milchstraße entfernt und hat einen Durchmesser von etwa 45.000 Lichtjahren.
Im selben Himmelsareal befinden sich u. a. die Galaxien NGC 342, NGC 345, NGC 349, NGC 350.
Das Objekt wurde am 27. September 1864 von dem deutschen Astronomen Albert Marth entdeckt.